# マッチ売りの少女

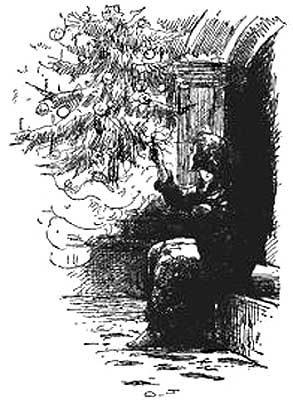
A. J. Bayes (1889) による挿絵

マッチ売りの少女（マッチうりのしょうじょ　丁: Den lille Pige med Svovlstikkerne）は、ハンス・クリスチャン・アンデルセンの創作童話の一つ。

## 概要
アンデルセンは、1枚の木版画から着想を得てこの作品を書いた。1845年11月、彼のもとに編集者から手紙と3枚の絵が届く。この中の1枚を材料に童話を書くようにという依頼なのだが、彼が選んだのはマッチを持つ少女の後姿を描いた木版画だった。母の貧困な生育環境について、アンデルセンはよく聞かされていたが、貧困のうちに亡くなった母を思い出してこの作品が生まれたとされている。母の少女時代をヒントにしたとも、貧しい者を見捨てる当時のデンマーク社会への批判ともいわれている。母ではなく祖母の少女時代をモデルにしたという説もある。
なお、彼の母が少女時代にマッチを売っていた、という説があるが、母アネ・マリー・アナスダター(Anne Marie Andersdatter)は1775年生まれ（諸説あり）、1833年死去である。一方、マッチが発明されたのは1827年、母が52歳のときであるため、この説は誤りである。
1845年12月に出版された「Dansk Folkekalender for 1846」（デンマーク民話カレンダー1846年版）が初出。その後、1848年刊の「Nye EventyrⅡ-2」（新・童話集 第二集二巻｝に収録された。
アメリカの絵本では、主人公の少女は死ぬ直前に心優しい金持ちに助けられるという結末に改変されている場合がある。

## ストーリー
年の瀬も押し迫った大晦日の夜、小さな少女が一人、寒空の下で靴も履かずに裸足でマッチを売っていた。マッチが売れなければ父親にぶたれるので、すべてを売り切るまでは家には帰れない。しかし、街ゆく人々は、年の瀬の慌ただしさから少女には目もくれず、目の前を通り過ぎていくばかりだった。
夜も更け、少女は少しでも暖まろうとマッチに火を付けた。マッチの炎と共に、暖かいストーブや七面鳥などのごちそう、飾られたクリスマスツリーなどの幻影が一つ一つと現れ、炎が消えると同時に幻影も消えるという不思議な体験をした。
天を向くと流れ星が流れ、少女は可愛がってくれた祖母が「流れ星は誰かの命が消えようとしている象徴なのだ」と言ったことを思いだした。次のマッチをすると、その祖母の幻影が現れた。マッチの炎が消えると祖母も消えてしまうことを恐れた少女は、慌てて持っていたマッチ全てに火を付けた。祖母の姿は明るい光に包まれ、少女を優しく抱きしめながら天国へと昇っていった。
新しい年の朝、少女はマッチの燃えかすを抱えて幸せそうに微笑みながら死んでいた。この少女がマッチの火で祖母に会い、天国へのぼったことは誰一人知る由はなかった。
街の人々は教会で少女の死を心から悼み、教会で祈りを捧げるのだった。

## 文学作品以外のメディア

### 戯曲
- 別役実 『マッチ売りの少女』（1966年、早稲田小劇場）

### オペラ・声楽曲
- アウゴスト・エナ作曲：オペラ『マッチ売りの少女』[12]

1897年11月13日コペンハーゲンで初演。1幕。1897年出版。Ove Rodeによるテキスト
- ヘルムート・ラッヘンマン作曲：オペラ『マッチ売りの少女』

1997年に初演された。台本には、本作のほかにレオナルド・ダ・ヴィンチと、ドイツ赤軍の創設者の一人グドルン・エンスリンのテキストが用いられている。楽器に笙を用いる。
- デイヴィッド・ラング作曲：『マッチ売りの少女受難曲』

2007年に作曲された。バッハの『マタイ受難曲』『ヨハネ受難曲』を下敷きとしながら、ラング独特のポストミニマル・ミュージック的かつ強烈な音響で作曲されている。2008年にピュリッツァー賞を受賞した。

### 実写映画
- The Little Match Seller 監督：ジェイムズ・ウィリアムソン（1902年 イギリス）[19]
- マッチ売りの少女（英語版） 監督：ジャン・ルノワール（1928年 フランス）

### アニメ
日本において少なくとも5回アニメ化されている。東宝チャンピオンまつりのバージョンについては独立節を設ける。
- アンデルセン物語版：1971年12月26日放送（第52話〈最終回〉）少女にアンナと名前がつけられている。アンナに友人の男の子がいたり、人々がアンナを探したり、父親がアンナの死に号泣するなどの設定が加えられている。また、祖母の立ち位置が母親に改変されている。
- 東映まんがまつり版：1975年12月20日公開
- まんが世界昔ばなし版：1976年12月23日放送（第24話）
- 雪の女王 (NHKアニメ)版：2005年10月2日放送（第19話）少女にマリアと名前がつけられている。両親はすでに亡くなっており、親代わりの人物もいない。また、熊のぬいぐるみを持っているが、19話の終盤で失う。ゲルダが地元の修道院に相談してマリアに救いの手を差し伸べようとしたが、マリアは一足違いで家主に追い出され、ゲルダが見つけた時には原作通り天に召されていた。
- サンリオの世界名作劇場では「ハローキティのマッチ売りの少女」としても作られている。こちらも両親はすでに亡くなっており、代わりに親方が親代わりになっている。また、人々が少女（キティ）の死に気付いていない。
- 2006年にディズニーによって短編映画作品として製作されており、同年に発売された『リトル・マーメイド』のDVDに特典映像として収録されている。この作品は第79回アカデミー賞で短編アニメ映画賞の候補になった。
- アニメ・ライトノベル『メルヘン・メドヘン』に登場するアメリカ校のリン・デイヴスが契約している原書として登場。

### 人形アニメーション作品
1971年12月12日公開の『東宝チャンピオンまつり』内で上映。文部省特選。
学研映像局製作による人形アニメーションで、作品は1967年7月に完成したが、公開はかなり遅れた。なお『東宝チャンピオンまつり』で人形アニメが上映されたのは、本作が最後となった。
スタッフ
- 製作：原正次
- 企画：石川茂樹
- 原作：ハンス・クリスチャン・アンデルセン
- 脚本：神保まつえ
- 演出：渡辺邦彦
- 撮影：平井寛
- 美術：中川涼
- 音楽：林光

声の出演
- 内村軍一
- 須永宏
- 関根信昭
- 加藤玉枝
- 里見京子
- 坂本和子
- 伊藤幸子
- 新道乃里子
- 飯田圭子

テレビ放送
- 1981年に東京12チャンネルで放送された『世界名作ものがたり』の第2回で放送された。

## 関連商品
- NHKTPおはなしシリーズ　TP7（NHKサービスセンター）